# Rally de Polonia de 2013
El Rally de Polonia de 2013 fue la 70.ª edición y la novena ronda de la temporada 2013 del Campeonato de Europa de Rally. Se celebró del 13 al 15 de septiembre y contó con un itinerario de ocho tramos sobre tierra.

## Itinerario
| Día   | Tramo | Hora        | Nombre   | Distancia | Ganador              | Tiempo  | Vel. media | Líder rally          |
| ----- | ----- | ----------- | -------- | --------- | -------------------- | ------- | ---------- | -------------------- |
| Día 1 | SS1   | Talty 1     | 14.54 km | 08:48     | Bryan Bouffier       | 4:01.9  | 91.5 km/h  | Bryan Bouffier       |
| Día 1 | SS2   | Baranowo 1  | 17.51 km | 9:40      | Bryan Bouffier       | 6:30.7  | 111.6 km/h | Bryan Bouffier       |
| Día 1 | SS3   | Mragowo 1   | 25.16 km | 11:36     | Robert Kubica        | 16:01.3 | 94.2 km/h  | Bryan Bouffier       |
| Día 1 | SS4   | Talty 2     | 14.54 km | 14:10     | Bryan Bouffier       | 4:00.6  | 92.0 km/h  | Bryan Bouffier       |
| Día 1 | SS5   | Baranowo 2  | 17.51 km | 15:02     | Martin Kangur        | 6:29.9  | 111.8 km/h | Bryan Bouffier       |
| Día 1 | SS6   | Mikolajki   | 2.50 km  | 16:11     | Robert Kubica        | 1:49.3  | 82.3 km/h  | Bryan Bouffier       |
| Día 1 | SS7   | Mragowo 2   | 25.16 km | 18:06     | Kajetan Kajetanowicz | 16:07.6 | 93.6 km/h  | Bryan Bouffier       |
| Día 2 | SS8   | Biskupiec 1 | 15.58 km | 07:05     | Kajetan Kajetanowicz | 8:17.6  | 112.7 km/h | Bryan Bouffier       |
| Día 2 | SS9   | Uzranki 1   | 15.14 km | 08:17     | Kajetan Kajetanowicz | 8:35.3  | 105.8 km/h | Kajetan Kajetanowicz |
| Día 2 | SS10  | Mateuszek 1 | 26.02 km | 10:06     | Jan Kopecký          | 14:49.9 | 105.2 km/h | Kajetan Kajetanowicz |
| Día 2 | SS11  | Biskupiec 2 | 15.58 km | 15:05     | Bryan Bouffier       | 8:07.8  | 115.0 km/h | Kajetan Kajetanowicz |
| Día 2 | SS12  | Uzranki 2   | 15.14 km | 16:17     | Martin Kangur        | 8:34.9  | 105.9 km/h | Kajetan Kajetanowicz |
| Día 2 | SS13  | Mateuszek 2 | 26.02 km | 18:06     | Kajetan Kajetanowicz | 14:41.7 | 106.2 km/h | Kajetan Kajetanowicz |

## Clasificación final
| Pos. | Piloto                | Copiloto              | Automóvil         | Tiempo    | Diferencia | Puntos |
| ---- | --------------------- | --------------------- | ----------------- | --------- | ---------- | ------ |
| 1    | Kajetan Kajetanowicz  | Jarosław Baran        | Ford Fiesta R5    | 1:58:40.6 | 0.0        | 25+13  |
| 2    | Bryan Bouffier        | Xavier Panseri        | Peugeot 207 S2000 | 1:59:03.9 | +23.3      | 18+12  |
| 3    | Jan Kopecký           | Pavel Dresler         | Škoda Fabia S2000 | 2:00:09.0 | +1:28.4    | 15+10  |
| 4    | Michał Kościuszko     | Maciej Szczepaniak    | Ford Fiesta R5    | 2:00:54.7 | +2:14.1    | 12+6   |
| 5    | Krzysztof Hołowczyc   | Łukasz Kurzeja        | Ford Fiesta RRC   | 2:01:56.1 | +3:15.5    | 10+5   |
| 6    | Michał Sołowow        | Sebastian Rozwadowski | Ford Fiesta RRC   | 2:01:58.0 | +3:17.4    | 8+5    |
| 7    | Craig Breen           | Lara Vanneste         | Peugeot 207 S2000 | 2:02:14.1 | +3:33.5    | 6+1    |
| 8    | Zbigniew Staniszewski | Paweł Drahan          | Ford Fiesta RRC   | 2:02:28.8 | +3:48.2    | 4+1    |
| 9    | Vasiliy Gryazin       | Dmitriy Chumak        | Ford Fiesta S2000 | 2:02:48.6 | +4:08.0    | 2+3    |
| 10   | Maciej Oleksowicz     | Michał Kuśnierz       | Ford Fiesta S2000 | 2:02:54.1 | +4:13.5    | 1      |

| Predecesor: Zlín 2013 | ERC 2013 | Sucesor: Croacia 2013 |